# صلو (مقاطعة فسا)
صلو (بالفارسية: صلو) هي قرية تقع في قسم كوشك قاضي الريفي في إيران. يقدر عدد سكانها بـ 17 نسمة .